# Портрет Карла Карловича Сиверса
«Портрет Карла Карловича Сиверса» — картина Джорджа Доу и его мастерской, из Военной галереи Зимнего дворца.
Картина представляет собой погрудный портрет генерал-лейтенанта графа Карла Карловича Сиверса из состава Военной галереи Зимнего дворца.
С начала Отечественной войны 1812 года генерал-майор граф Сиверс был шефом Новороссийского драгунского полка и командовал 4-м резервным кавалерийским корпусом, в начале войны первым вступил в бой с французами при их переправе через Неман, отличился в Бородинском сражении. С начала Заграничного похода 1813 года состоял в корпусе П. Х. Витгенштейна, за отличие при взятии Пиллау произведён в генерал-лейтенанты и вскоре был назначен комендантом Кёнигсберга, а с апреля 1813 года был временным военным начальником Старой (Восточной) Пруссии и северо-восточной части Варшавского герцогства.
Изображён на фоне пейзажа в генеральском мундире, введённом для кавалерийских генералов 6 апреля 1814 года. Слева на груди звезда ордена Св. Анны 1-й степени; на шее крест ордена Св. Георгия 3-го класса; справа на груди серебряная медаль «В память Отечественной войны 1812 года» на Андреевской ленте, бронзовая дворянская медаль «В память Отечественной войны 1812 года» на Владимирской ленте и звезда прусского ордена Красного орла 1-й степени. Подпись на раме: Графъ К. К. Сиверсъ, Генералъ Лейтенантъ. Художник ошибочно не изобразил шейный крест и нагрудную звезду ордена Св. Владимира 2-й степени, которым Сиверс был награждён в 1813 году.

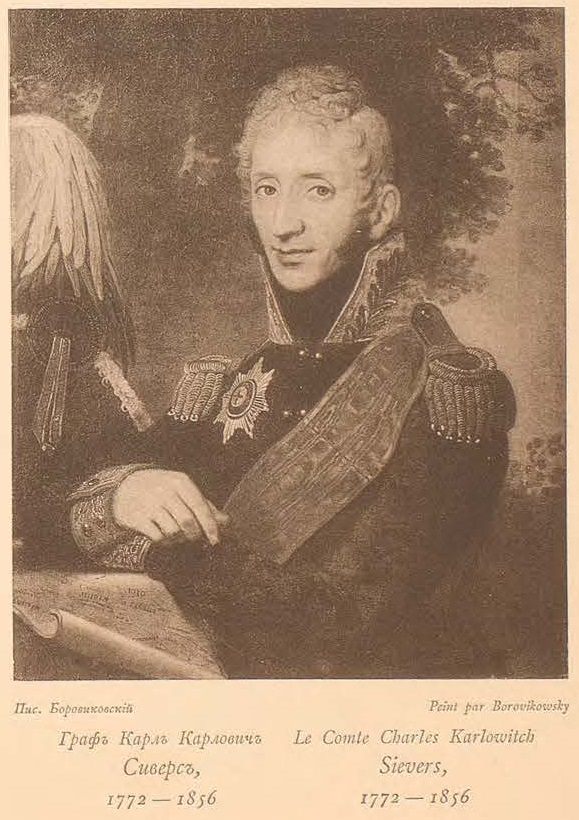
Портрет К. К. Сиверса работы В. Л. Боровиковского

В предварительные списки для Военной галереи, составленные Комитетом Главного штаба по аттестации, граф Сиверс включён не был, и лишь 31 декабря 1824 года император Александр I приказал написать его портрет. В это время Сиверс состоял по кавалерии без должности и постоянно проживал в своём имении в Лифляндской губернии. Неизвестно, приезжал ли он сам в Санкт-Петербург для позирования или присылал портрет-прототип. Гонорар Доу был выплачен 24 марта 1825 года. Портрет поступил в Эрмитаж 7 сентября 1825 года.
Возможно, что Доу в работе мог использовать портрет Сиверса, написанный В. Л. Боровиковским в 1810-е годы; этот портрет хранился в семейном имении Сиверсов в Вендене в Лифляндской губернии и был опубликован в «Русских портретах», изданных великим князем Николаем Михайловичем. Современное местонахождение этого портрета неизвестно.
В 1827 году Лондоне фирмой Messrs Colnaghi по заказу петербургского книготорговца С. Флорана была сделана гравюра Г. Доу с указанием даты 4 июля 1827 года.